# Wilhelm von Schmidt
Pour les articles homonymes, voir Schmidt.
Wilhelm Stephan Friedrich von Schmidt (né le 25 décembre 1799 à Berlin et mort le 2 février 1867 à Görlitz) est un lieutenant général prussien.

## Biographie

### Origine
Wilhelm est le fils du capitaine d'artillerie prussien Friedrich von Schmidt (1763-1812) et de son épouse Magdalena Henriette, née Kanow (1767-1852). Son père est élevé le 6 juillet 1798 par le roi Frédéric-Guillaume III à la noblesse prussienne héréditaire. Le général d'infanterie prussien Christoph von Schmidt (1809-1876) est son frère cadet.

### Carrière
Après la maison des cadets de Berlin, Schmidt rejoint le 19 avril 1817 le 34e régiment de fusiliers de l'armée prussienne à Mayence comme enseigne porte-épée. À la mi-juillet 1817, il est transféré au 9e régiment d'infanterie, où il est promu sous-lieutenant début décembre 1818. À partir du 15 avril 1828, Schmidt est adjudant de la 4e brigade d'infanterie (de) à Bromberg et est agrégé dans son régiment en tant que premier lieutenant le 20 mars 1831, restant à ce poste. À partir de fin mars 1836, il occupe ensuite un poste de capitaine et d'adjudant au commandement général du 3e corps d'armée. Schmidt sert ensuite du 7 avril 1842 au 30 mars 1846 comme commandant de compagnie dans le 12e régiment d'infanterie et est promu major au 20e régiment d'infanterie (pl). En même temps, il commande le 3e bataillon de réserve combiné à Custrin. Début mai 1848, Schmidt est nommé commandant du 2e bataillon nommé et mis à disposition avec pension le 20 décembre 1849.
Le 13 juin 1850, Schmidt rejoint l'armée et est de nouveau employé dans son ancien régiment. Le 22 juillet 1852, il est nommé commandant de la forteresse de Juliers (de) avec un poste à la suite. Après avoir été promu lieutenant-colonel à ce poste à la mi-mars 1853, Schmidt devient le 23 mai 1854 commandant du 29e régiment d'infanterie et promu colonel le 13 juillet 1854. Il arrive ensuite le 14 mai 1857 comme commandant de la 10e brigade d'infanterie (de) à Francfort-sur-l'Oder, devient général de division le 22 mai 1858 et le 13 mars 1861, Schmidt est initialement chargé de diriger la 7e division d'infanterie à Magdebourg. Il est nommé commandant de division le 24 juillet 1861 et promu lieutenant général le 18 octobre 1861. Il reprend ensuite le 15 avril 1862 le  9e division d'infanterie à Glogau et est transférée aux officiers de l'armée le 17 mai 1866 pour la durée de la mobilisation à l'occasion de la guerre contre l'Autriche sous la direction du 2e corps d'armée. Schmidt mèneson corps dans les batailles de Gitschin et de Sadowa et reçoit l'ordre de l'Aigle rouge, 1re classe, avec feuilles de chêne et épées sur l'anneau pour son travail. Avec la conclusion de la paix, Schmidt prend un congé pour recouvrer sa santé et reprend le 17 septembre 1866 son ancien poste de commandant de la 9 division d'infanterie. Il décède le 2 février 1867.

### Famille
Schmidt se marie avec Adelheid von der Schleuse (1816-1849), fille du major-général Ludwig von der Schleuse (de) (1782-1845), le 9 juin 1836 à Stettin. Le mariage donne naissance au général de division prussien Paul von Schmidt (de) (1837-1905) et à leur fille Marie (née en 1844).